# Thunderball (chanson)
Singles de Tom Jones
Lonely Joe
(1965) To Make A Big Man Cry
(1966)
Chansons de James Bond
Goldfinger
(1964) You Only Live Twice
(1967)
Thunderball est une chanson du chanteur gallois Tom Jones, sortie en single en 1966. Il s'agit de la chanson-thème d'Opération Tonnerre, 4e film de la saga basée sur le personnage de James Bond.

## Historique
Quelques mois après l'immense succès de It's Not Unusual, Tom Jones est choisi par les producteurs pour interpréter la chanson-thème du film Opération Tonnerre. Le chanteur gallois n'était cependant pas le premier choix : Shirley Bassey, Dionne Warwick ou encore Johnny Cash avaient proposé des chansons.
À l’origine, la chanson titre devait s'appeler Mr Kiss Kiss Bang Bang, en référence à la lecture d'un article par John Barry, le compositeur du film, dans lequel il était dit que les Italiens avaient attribué ce surnom au personnage de James Bond. Le morceau est interprété par Dionne Warwick le 4 septembre 1965. C'est alors que John Barry est informé par les producteurs du film, Harry Saltzman et Albert R. Broccoli, que le titre de la chanson se doit d'être identique au titre original du film, Thunderball, conformément aux exigences formulées par le studio United Artists. Les paroles sont donc réécrites à la hâte par Barry et le parolier Don Black en un week-end, dans le courant du mois de septembre. Sollicité pour interpréter cette nouvelle version, Tom Jones accepte la proposition avec enthousiasme. 
Selon Don Black, le chanteur gallois se serait évanoui dans le studio d'enregistrement après avoir atteint la note finale, longue de neuf secondes. Tom Jones déclare à ce propos : « j'ai fermé les yeux, atteint la note et tenu bon. Quand j'ai rouvert les yeux, 
j'avais un énorme vertige. J'ai dû m'appuyer à la cabine d'enregistrement dans laquelle je me trouvais pour ne pas tomber. Si je ne l'avais pas fait, je ne me serais pas évanoui, mais peut-être serais-je tombé ».

## Sortie
Thunderball sort en single sous le label Decca (F 12292) en janvier 1966, avec pour face B Key To My Heart. La chanson atteint la 35e place des charts au Royaume-Uni et permet à Tom Jones de se classer pour la 3e fois au Top 40 américain.

## Postérité
En 2012, le magazine américain Rolling Stone classe la chanson à la dernière position de son Top 10 des chansons de la saga James Bond.